# Vlokia ater
Vlokia ater är en isörtsväxtart som beskrevs av Steven A. Hammer. Vlokia ater ingår i släktet Vlokia och familjen isörtsväxter. Inga underarter finns listade i Catalogue of Life.